# Riccardo De Luca
Riccardo De Luca (Roma, 22 marzo 1986) è un pentatleta italiano.
Ha rappresentato l'Italia ai Giochi olimpici estivi di Londra 2012 e Rio de Janeiro 2016.

## Palmarès
In carriera ha conseguito i seguenti risultati:
- Giochi olimpici:

Rio 2016: quinto nel pentathlon moderno individuale.
- Mondiali:

Mosca 2011: bronzo nel pentathlon moderno a squadre.
Roma 2012: oro nel pentathlon moderno a squadre.
- Europei

Medway 2011: argento nel pentathlon moderno a squadre.
Sofia 2012: oro nel pentathlon moderno individuale.
Drzonkow 2013: bronzo nel pentathlon moderno a squadre.
Szekesfehervar 2014: argento nel pentathlon moderno a squadre.
Bath 2015: bronzo nel pentathlon moderno individuale.
Sofia 2016: oro a squadre e bronzo individuale.